# Ári Jónsson
Ári Mohr Jónsson (født 22. juli 1994) er en færøsk fodboldspiller, der spiller for Sandnes Ulf og for Færøernes landshold som forsvar. Han har tidligere spillet for Silkeborg i superligaen og for den færøske klub HB.

## Karriere

### Silkeborg IF
Ári Jónsson fik sin debut for Silkeborg IF i Superligaen den 13. maj 2013, da han blev skiftet ind i det 63. minut i stedet for Marvin Pourié i et 2-0-nederlag til AC Horsens. Ári Jónsson spillede tre kampe i hans debutsæson i Superligaen.
Den 17. februar 2016 blev det offentliggjort, at Silkeborg ophævede med Ári Jónsson.

### HB Tórshavn
Ári Jónsson skiftede senere i 2016 til den færøske klub HB.

### Sandnes Ulf
I januar 2018 skiftede Ári Jónsson til Sandnes Ulf i OBOS-ligaen.

## Internationale mål
Målskoring og resultater viser Færøernes mål først.
| Nr. | Dato              | Bane                              | Modstander | Målscoring | Resultater | Konkurrence                 |
| --- | ----------------- | --------------------------------- | ---------- | ---------- | ---------- | --------------------------- |
| 1.  | 17. november 2020 | National Stadium, Ta' Qali, Malta | Malta      | 1–1        | 1–1        | UEFA Nations League 2020-21 |